# Янушкевич Ольга Миколаївна
О́льга Микола́ївна Янушке́вич (нар. 19 лютого 1968 у смт Теплик, Вінницька область) — українська композиторка і педагог. Відмінник освіти України, член Асоціації діячів естрадного мистецтва України.

## Життєпис
Народилася у родині лікарів.
Батько Микола Йосипович працював головним лікарем у Теплицькій районній лікарні, де створив хор медичних працівників.
Закінчила музично-педагогічний факультет Вінницького педагогічного інституту імені М. Островського (нині — Вінницький державний педагогічний університет імені Михайла Коцюбинського).
Працювала художнім керівником творчих музичних студій Вінниччини.
Член Експертної ради з підготовки нових програм з музики для шкіл України (2005).
Викладач-методист Вінницької академії неперервної освіти та обласного Будинку учителя, керівник вокальних ансамблів.

## Творча і педагогічна діяльність
Авторка 7-ми аудіоальбомів авторських пісень, записаних упродовж 12 років учасниками зразкової вокальної студії «Мрія», яку створила Ольга Янушкевич при Немирівській дитячій музичній школі:
- «Дитинства світ»,
- «Я малюю мрію»,
- «Дай, Боже, щастя»,
- "Коли співає «Мрія»,
- «До рідного дому»,
- «Посміхнись»,
- «Дякую Тобі, Боже»

Авторка 5-ти книг-пісенників:
- «Веселкова» (2003) — з грифом Міністерства освіти України;
- «Дорога до мами» (2004);
- альбом романсів «Дзеркало душі» (2006);
- збірник вокальних творів з методичними рекомендаціями «Величайся, родинонько, у піснях» (2014),
- книга духовних пісень «Дякую Тобі, Боже» — 14 духовних творів Ольги Янушкевич на вірші Лариси Недін, Вадима Крищенка та інших поетів (2017).

У доробку — понад 600 різножанрових пісень: романси, дитячі, пісні a capella і патріотичні, молодіжні, духовна та інструментальна музика, дитячі музичні казки.
Авторські пісні увійшли до програм з музики, затверджених Міністерством освіти і науки України. Учасниця п'яти Всеукраїнських педагогічних нарад. Читає лекції на запрошення інститутів післядипломної освіти працівників освіти і культури, вищих та середніх спеціальних закладів України.
2006 року запровадила проєкт «Давайте дружити школами», 2016 року — проєкт «Нові імена».
Очолювані Ольгою Янушкевич колективи та солісти — лауреатами низки фестивалів і конкурсів усіх рівнів.
Друкується у журналах, альманахах, хрестоматіях, у тому числі Міністерства освіти і науки України: «Мистецтво і освіта», «Музичний керівник», «Дошкільне виховання», «Малятко», «Подільське перевесло», «Світлиця», «Пізнайко» та інших.
Пісні звучать з ефірів державного, обласних і районних теле- і радіопрограм, щоденно в навчальних закладах України. Вони входять до книг і аудіоальбомів її співавторів і виконавців: Н. Шаварської, О. Калінчук, Л. Федорука, С. Мирводи, О. Василенка, А. Благодира, М. Ясакової, Н. Погребняк, тріо бандуристок національної телерадіокомпанії України, Л. Недін та інших.
Член журі низки Всеукраїнських та обласних конкурсів, серед яких: «Аскольдів глас», «Дитячі мрії», «Пісенний драйв», «Колискова пісня», «Проліски надії».

## Відзнаки
- Відмінник освіти України (2001);
- «Кращий акомпаніатор» Всеукраїнського конкурсу «Осіннє рандеву» (2001);
- Гран-прі у номінації «Автор» Всеукраїнського пісенного конкурсу «Кролевецькі рушники» (2006);
- Лауреат літературно-мистецької премії ім. Марка Вовчка (2007);
- I місце у номінації «композиція» Міжнародного пісенного фестивалю мистецтв «Зірки пекторалі» (2011);
- лауреат «Пісенного вернісажу» (м. Київ, 2011);
- II місце Всеукраїнського конкурсу керівників художніх колективів «Золотий Орфей» у номінації «композиція» у м. Дніпропетровськ (2012);
- лауреат фестивалю «Прем'єра пісні» (м. Київ, 2014);
- Гран-прі Всеукраїнського конкурсу авторської пісні «Мій рідний край» (2015);
- II місце на Всеукраїнському конкурсі педагогічної майстерності «Джерело творчості» у номінації «керівник гуртка вокального та музичного мистецтва» (2015).